# Nicolae Batzaria
Nicolae Constantin Batzaria (ur. 20 listopada 1874 w Kruszewie, zm. 28 stycznia 1952 w Bukareszcie) – arumuński prozaik, powieściopisarz i publicysta, osmański i rumuński parlamentarzysta.

## Życiorys
Pochodził z arumuńskiej rodziny. Uczył się w rumuńskiej szkole w swoim mieście, a następnie w rumuńskim liceum w Bitoli. Studiował literaturę i prawo w Bukareszcie. Pracował jako nauczyciel, dyrektor i inspektor w szkołach, w tym w liceach.  Założył m.in. pierwszą arumuńską gazetę „Deşteptarea” w Salonikach w 1908 roku. Został osmańskim senatorem w 1908 roku, a w 1912 roku ministrem robót publicznych w rządzie Imperium Osmańskiego. Był sygnatariuszem traktatu londyńskiego w 1913 roku.
Przyjechał do Rumunii po zakończeniu I wojny światowej i zajmował się tamże publicystyką i pisarstwem. Został także rumuńskim senatorem. Zmarł prawdopodobnie w komunistycznym obozie w Ghencea, dzielnicy Bukaresztu.

## Twórczość

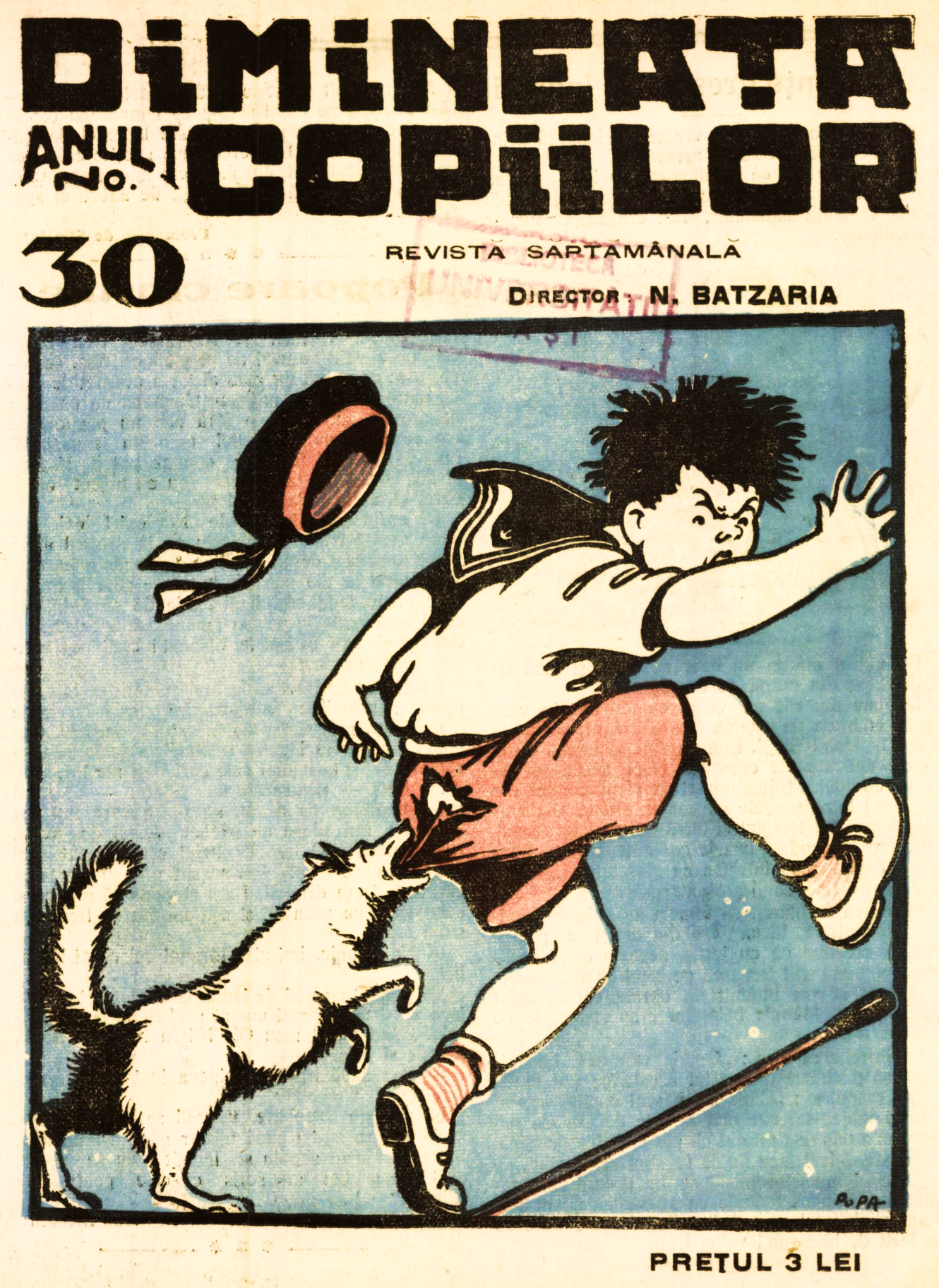
Okładka czasopisma „Dimineața copiilor”

Publikował w licznych czasopismach, m.in. w „Adevărul”. Był redaktorem naczelnym czasopisma „Dimineața copiilor”. Pisał prozę w języku rumuńskim i arumuńskim, m.in. utwory dla dzieci. Stworzył m.in. postać o nazwie Haplea, która została przedstawiona w pierwszym rumuńskim filmie animowanym pt. Haplea autorstwa Marina Iordy.
Wybrane publikacje książkowe:
- Nu tot ce zboară se mănâncă (1921)[7]
- Unchiul meu Adam. Roman de aventuri pentru tineret (1934)[8]
- Păpușica. Roman din viața școlărească (1938)[8]
- Ștrengărelu. Roman din viața școlărească (1938)
- Mica Robinson. Roman de aventuri extraordinare (1939)[8]
- Sandu și Sanda. Roman pentru copii și tineret (1939)[8]
- Sărmanul Adrian. Roman pentru copii și tineret de Moș Nae (1941)[8]
- Lir și Tibișir. Roman de aventuri de Moș Nae (1943)[8]
- Fetița schimbată. Roman pentru copii și tineret (1944)[8]
- Povești de aur: Ali Baba și Moș Nae (1968)[8]